# بيل ماكغي
بيل ماكغي (بالإنجليزية: Bill McGhee)‏ هو لاعب كرة قاعدة أمريكي، ولد في 5 سبتمبر 1905 في فالي في الولايات المتحدة، وتوفي في 10 مارس 1984 في ديكاتور في الولايات المتحدة.

## وصلات خارجية
- بيل ماكغي على موقعبيزبول رفرنس.كوم (الدوري الرئيسي) (الإنجليزية)
- بيل ماكغي على موقعبيزبول رفرنس.كوم (الدوري الثانوي) (الإنجليزية)